# 资许铁路
资许铁路，或称郴三铁路，是中华人民共和国湖南省郴州市的一条準轨铁路，为京广铁路国有铁路支线，连接了郴州市下辖的苏仙区与资兴市。湖南重点煤炭运输线路，承担湖南省属资兴矿务局原煤外运任务。始于京广铁路许家洞站北端K1693+477处，向东经雅市坪、亚家山、桥口、鲤鱼江、木根桥、唐洞至资兴县蓼江市光珠山，正线全长37.4公里。

## 历史沿革
资兴县自古煤炭资源丰富，清朝时期已经建立煤窑，中华民国成立初期，当地的矿产开采事业进一步得到发展:312，为开发资兴烟煤资源，1937年9月，湖南省煤矿局决定组建资许铁路工程处，负责全线勘测施工。1938年10月全线土石方工程大半完成。后因武汉、广州被日军攻占，时局紧张，工程一度中止:553。
1940年局势稍稳，继续完成土石方与桥梁工程。1941年6月，许家洞至鲤鱼江段19公里建成铺轨，先行通车:394，1941年冬，鲤鱼江至三都13公里建成铺轨，三都随即成为资兴县一带主要的物资集散地:296。但鲤鱼江铁路大桥因缺乏器材，未能动工，而是搭建一木便桥，铺设轻便轨道，用斗车驳运，连接两岸运输。1943年，粤汉铁路局、湘桂铁路局、黔桂铁路局均急需资兴烟煤，与湖南省煤矿局订立合约，合资修筑鲤鱼江大桥，至1944年日军侵占长衡停工，完成2座桥台和5座桥墩。1945年1月，日军南侵占领郴州，中方撤退前炸毁资许线2-8公里处3座桥梁:394。抗战胜利后，全线枕木腐朽，道砟无存，桥梁破坏，铁路分为南北两段运输:554。1949年1月，湖南省政府成立资许支线修复工程处，但因受到国共内战的影响，省政府无心动工。
中华人民共和国成立后，湖南省人民政府于1951年指示该省财委出资，衡阳铁路管理局组织施工，以重建资许铁路，1951年10月15日动工，1952年元旦，全线竣工通车:287，此时线路低劣，石砟缺少，尚有一些未完成的配套工程，钢轨为1911年-1920年制造的38~42公斤的旧轨，许家洞至鲤鱼江段行车速度15km/h，鲤鱼江至三都段行车速度10km/h。1952年9月19日，资许铁路全线由衡阳铁路管理局（1953年1月1日成立广州铁路局）接管，全线固定资产达161.15亿元旧人民币。五十年代多次对线路技术改造，全面换轨，增加防爬设备，行车速度提高到40km/h。1966年又对线路进行技术改造与大中修。六五计划期间的衡广复线建设，许家洞站扩建，导致资许支线接线处改线，资许支线原许家洞郴江桥废弃，新建下红滩郴江中桥至1983年，1980年6月3日开工，1980年12月29日竣工。正线钢轨为43公斤以上，站线为42公斤，道岔83组，线路容许速度60km/h。有人看守道口由1977年的17个减少到1988年9个。

## 线路
资许铁路为准轨铁路。最大坡度15%，最小曲线半径211米。桥梁16座，总长658米。最长的鲤鱼江大桥共有七个桥孔，全长179.7米，高16.78米，1952年建成启用:555，期间一度兼做公路桥，直到位于其上游木根桥的东江公路大桥于1969年5月通车运行为止:553。全线有涵洞146座，总长23861米。跨线桥3座:259。
全线共设有许家洞、桥口、鲤鱼江、三都、木根桥、唐洞、湘红等车站及雅市坪、亚家山等数个乘降所。并拥有13条支线，分别连接苏仙区、资兴市主要的煤矿及工厂:259。
全线桥梁：
| 中心里程 | 桥名     | 全长（米） | 建成年份 |
| -------- | -------- | ---------- | -------- |
| K0+327   | 许家洞桥 | 87.0       | 1952     |
| K5+392   | 长河桥   | 70.1       | 1952     |
| K7+250   | 秧爱桥   | 66.6       | 1952     |
| K13+455  | 桥口桥   | 35.8       | 1956     |
| K19+644  | 鲤鱼江桥 | 179.7      | 1943     |
| K30+667  | 下马桥   | 31.8       | 1947     |
| K32+685  | 医院桥   | 43.5       | 1947     |
| K32+915  | 厂前桥   | 17.2       | 1947     |
| K34+525  | 鹿鸣桥   | 15.5       | 1951     |
| K36+707  | 青山头桥 | 19.9       | 1951     |